# Iouli Meïtous
Iouli Sergueïevitch Meïtous (en russe : Юлий Сергеевич Мейтус ; en ukrainien : Юлій Сергійович Мейтус (Iouliy Serhiyovytch Meïtous)), né le 28 janvier 1903 à Elisavetgrad et mort le 2 avril 1997 à Kiev, est un compositeur ukrainien considéré comme le fondateur de l'opéra soviétique ukrainien. Il a d'abord composé dans un style moderniste, plus tard il a utilisé des idiomes néoromantiques plus traditionnels.

## Biographie
Meitus nait le 28 janvier 1903 dans une famille juive. En 1919 il est diplômé de l'École de musique en piano de Heinrich Neuhaus et en 1931 de l'Institut de musique et de théâtre de Kharkiv dans la classe de composition de C. Bogatyrenko.
Pendant la Seconde Guerre mondiale il est évacué vers la RSS turkmène.
Meitus compose pour la première fois pour le cinéma en 1932.
Il est célèbre pour ses 18 opéras, dont Molodaya Gvardia (en), un certain nombre d'œuvres orchestrales et environ 300 chansons basées sur des poèmes classiques ukrainiens et russes.
Il meurt à Kiev le 2 avril 1997 et  est enterré au cimetière Baïkov.